# Rudolf Kedl
Rudolf Kedl (* 16. April 1928 in Stadtschlaining, Burgenland; † 22. November 1991 in Markt Neuhodis) war ein österreichischer Bildhauer.

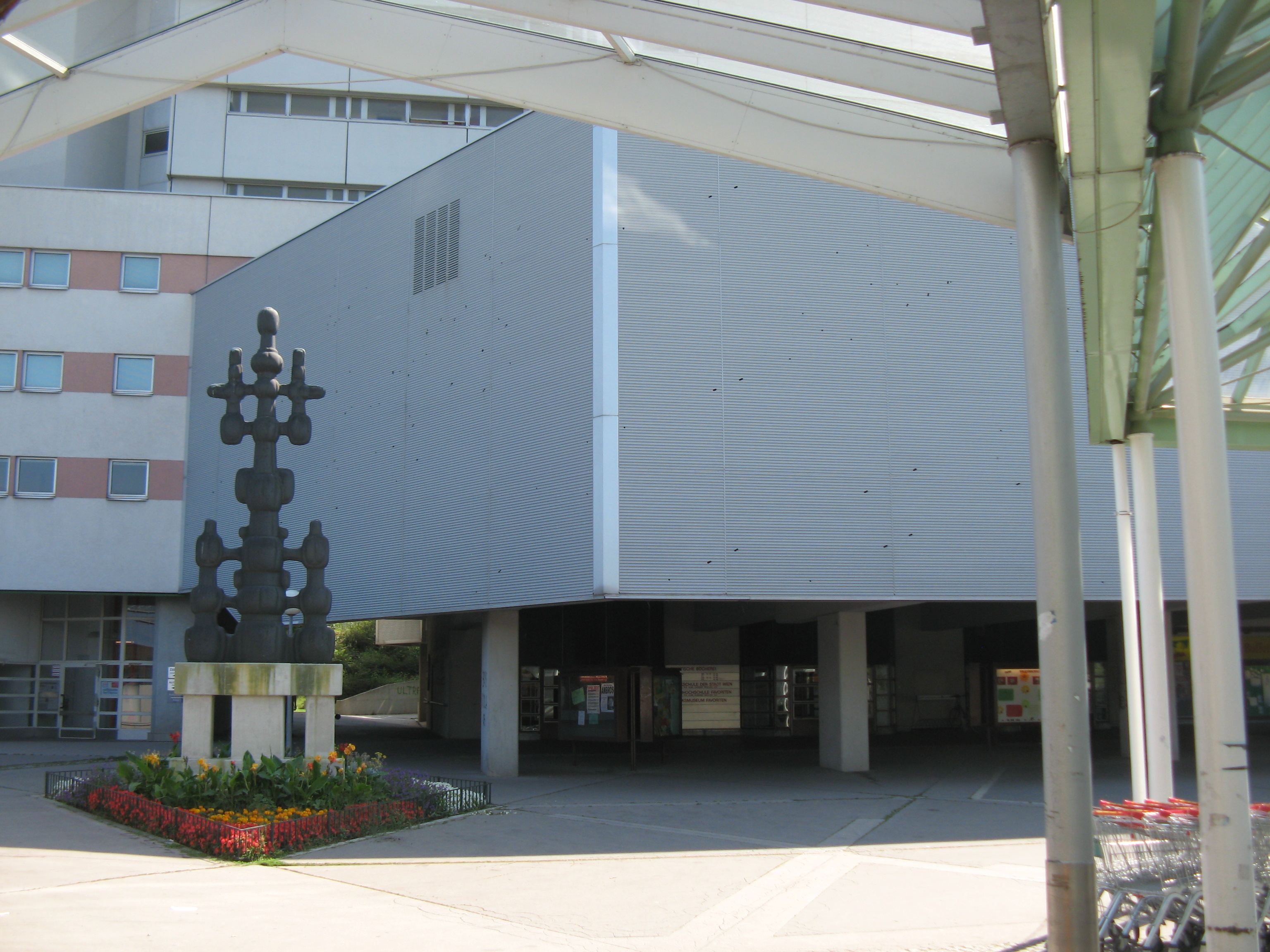
Plastik Hymnus an die Natur (1977)

## Familie
Rudolf Kedl war der ältere Bruder des Fotografen Eugen Kedl. Er war mit der Malerin Christine Elefant-Kedl (* 1941) verheiratet, der Bildhauer Talos Kedl ist ihr gemeinsamer Sohn.

## Leben
Kedl absolvierte zunächst von 1943 bis 1945 eine Lehre zum Silberschmied und Metallbildhauer in Berndorf. Anschließend besuchte er von 1946 bis 1949 die Fachschulklasse für Gold- und Silberschmiede, Gürtler und Ziseleure an der Bundeslehranstalt für das Baufach und Kunstgewerbe in Graz. Dort war er ein Schüler von Georg Sieder, Alfred Wickenburg und Rudolf Szyszkowitz. Danach studierte er von 1949 bis 1954 an der Akademie der bildenden Künste Wien, wo er die Meisterschule Bildhauerei bei Fritz Wotruba absolvierte. Nach dem Studium bereiste er Italien, Griechenland und Frankreich.
1954 hatte Kedl zusammen mit Karl Prantl und Feri Zotter eine viel beachtete Ausstellung in der Orangerie des Schloss Esterházy in Eisenstadt. Er und Prantl arbeiteten von 1955 bis 1957 in einem Atelier der Orangerie. 1956 gründeten Kedl, Prantl und Rudolf Klaudus die „Künstlergruppe Burgenland“.
1958 ging Kedl nach Wien und bezog ein Atelier in Meidling. Im Jahr der Geburt ihres Sohnes 1967 kaufte das Ehepaar Kedl ein Grundstück in Markt Neuhodis, auf dem sich eine Kastell-Ruine und ein Park befinden. Nach Renovierungsarbeiten bezogen sie dort 1971 ein Wohnhaus. Der Park diente als Lokation für kulturelle Veranstaltungen. Zudem entstand dort der „Skulpturenpark Markt Neuhodis“ mit Skulpturen von Talos und Rudolf Kedl sowie eine Galerie mit Aquarellen von Christine Elefant-Kedl.
1966 und 1976 war Kedl Repräsentant Österreich bei der Biennale di Venezia. Ab 1966 war er Mitglied der Freimaurerloge Libertas Gemina, 1970 Gründungsmitglied der Loge Libertas Oriens und Ehrenmitglied der Loge Die Brücke. 1979 gehörte er zu den Mitbegründern der Burgenländischen Kulturoffensive und hatte bis 1985 deren Präsidentschaft inne.
Von 1986 bis zu seinem Tod 1991 lehrte Kedl als Professor für plastische Gestaltung an der Technischen Universität Graz.
Inspiriert von der Natur schuf Kedl vollplastische und reliefartige Kupfertreibarbeiten sowie Klein- und Großskulpturen aus Bronze oder Stein, insbesondere Bernsteiner Serpentin. Ab den 1950er Jahren entstanden schlanke säulenartige Plastiken, seit dem darauffolgenden Jahrzehnt auch kompakte Figuren.

## Auszeichnungen
- 1957 Theodor-Körner-Preis[2]
- 1969 Preis der Stadt Wien für Bildende Kunst für Bildhauerei.
- 1983 Kulturpreis des Landes Burgenland[6]

## Werke

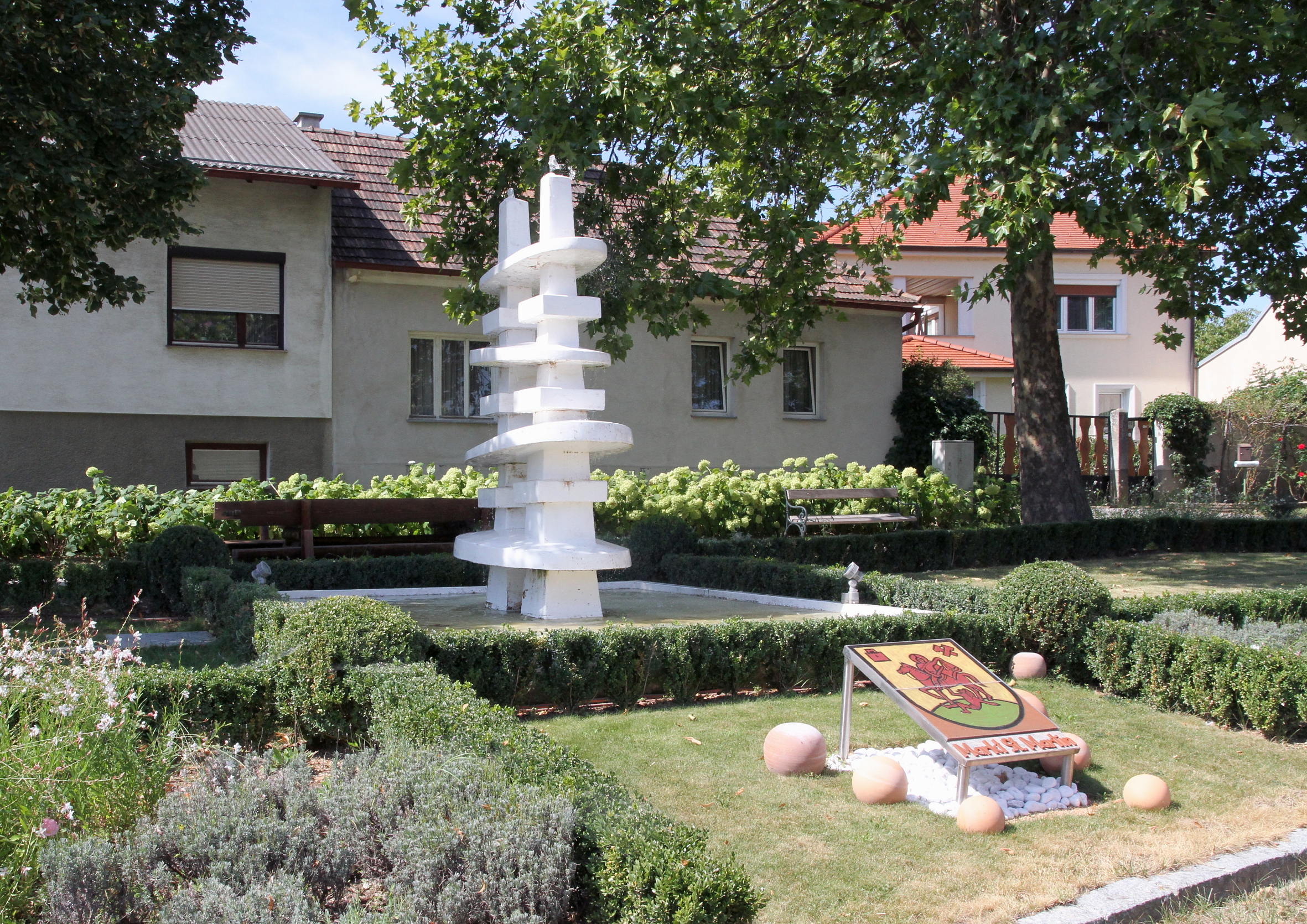
Brunnen in Markt St. Martin

- 1960: Brunnen auf dem Anger in Markt St. Martin
- 1965: Altar als Kupfertreibarbeit in der Gedächtniskapelle der Gedenkstätte Mogersdorf
- 1975: Bahnhof Leoben (Fassade und Relief-Fries)
- 1977: Plastik Hymnus an die Natur in der Per-Albin-Hansson-Siedlung Ost
- 1986: Plastik "Europa" im Park vor dem Palais des Europarates in Straßburg, gestiftet von der Republik Österreich

## Publikationen
- mit Alfred Schmeller (Einleitung): Rudolf Kedl. 38 Abbildungen von Plastiken und Graphiken, Kurzbiographie, Bibliographie, Ausstellungen, Sammlungen, 4 Originalgraphiken. Verlag Grasl, Baden bei Wien 1966.
- Leopoldine Springschitz: Rudolf Kedl. Plastik im Stiftshof von Ossiach. Ausstellungskatalog, Kärntner Landesgalerie, Klagenfurt 1975.
- mit Otto Breicha (Hrsg.): Rudolf Kedl. Das plastische Werk. Eine monographischer Abriss mit Werkkatalog 1947 - 1978. Ausstellung 1978 im Museum des Zwanzigsten Jahrhunderts Wien, Schriftenreihe des Museums des 20. Jahrhunderts Nr. 10, Wien 1978.
- mit Leo Mazakarini: Einkreisungen. Bildband, Verlag Kremayr und Scheriau, Wien 1992, ISBN 3-218-00474-8.